# Juan Martínez Silíceo

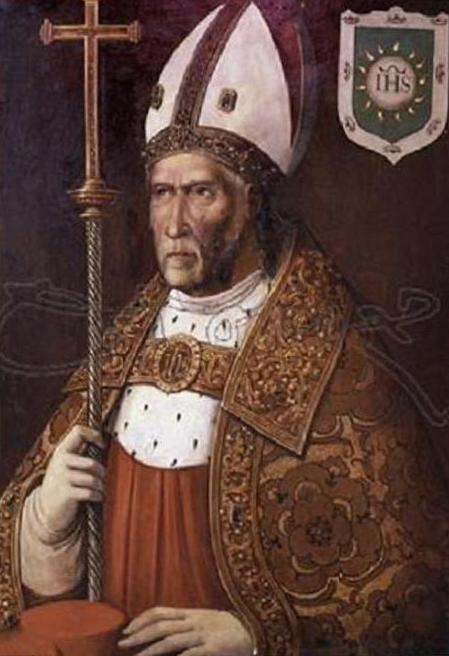
Kardinal Juan Martínez Silíceo mit dem Legatenkreuz

Juan Martínez Silíceo, eigentl. Juan Martínez Guijarro (* 1486 in Villagarcía de la Torre, Spanien; † 31. Mai 1557 in Toledo) war Primas von Spanien, Kardinal der Römisch-katholischen Kirche und Gelehrter.

## Leben

Kardinalswappen (schematische Darstellung)

Juan Martínez Guijarro studierte Grammatik und Philosophie an der Universität von Herena. Danach wurde er Sakristan der Pfarrei Villagarcía de la Torre. Als Erzieher zweier Adelssöhne in Valencia tätig, folgte er dem Rat eines Geistlichen und begab sich zu einem weiteren Studium nach Paris, wo er Regens an der Universität wurde. Nach Spanien zurückgekehrt, wurde er Professor für Moralphilosophie am Colegio de San Bartolomé in Salamanca und Domherr zu Coria. Im Juli 1534 wurde er Lehrer, Almosenier und Beichtvater des zukünftigen Königs Philipp II.
Am 23. Februar 1541 wurde er zum Bischof von Cartagena ernannt. Am 8. Januar 1546 erhielt er die Erzbischofswürde von Toledo und wurde Primas des Landes. 1547 setzte er im Kathedralkapitel von Toledo besondere Verfahren für die Abstammungsnachweise von Christen durch (limpieza de sangre). Papst Paul IV. ernannte ihn am 20. Dezember 1555 zum Kardinal. Den Roten Hut und die Ernennung zum Kardinalpriester der Titelkirche Santi Nereo ed Achilleo erhielt er am 1. Februar 1556.
Juan Martínez Silíceo verfasste als Gelehrter zahlreiche Schriften zur Philosophie, Theologie und Arithmetik.